# 米尼亚克-苏贝什雷勒
米尼亚克-苏贝什雷勒（法語：Miniac-sous-Bécherel，法語發音：[minjak su bɛʃʁɛl]，意为“贝什雷勒下方的米尼亚克”）是法国伊勒-维莱讷省的一个市镇，位于该省西北部，属于雷恩区和雷恩都会区，其市镇面积为13.55平方公里，2022年1月1日时人口数量为788人。
米尼亚克-苏贝什雷勒是雷恩都会区的组成部分。

## 行政
米尼亚克-苏贝什雷勒的邮政编码为35190，INSEE市镇编码为35180。

## 地理

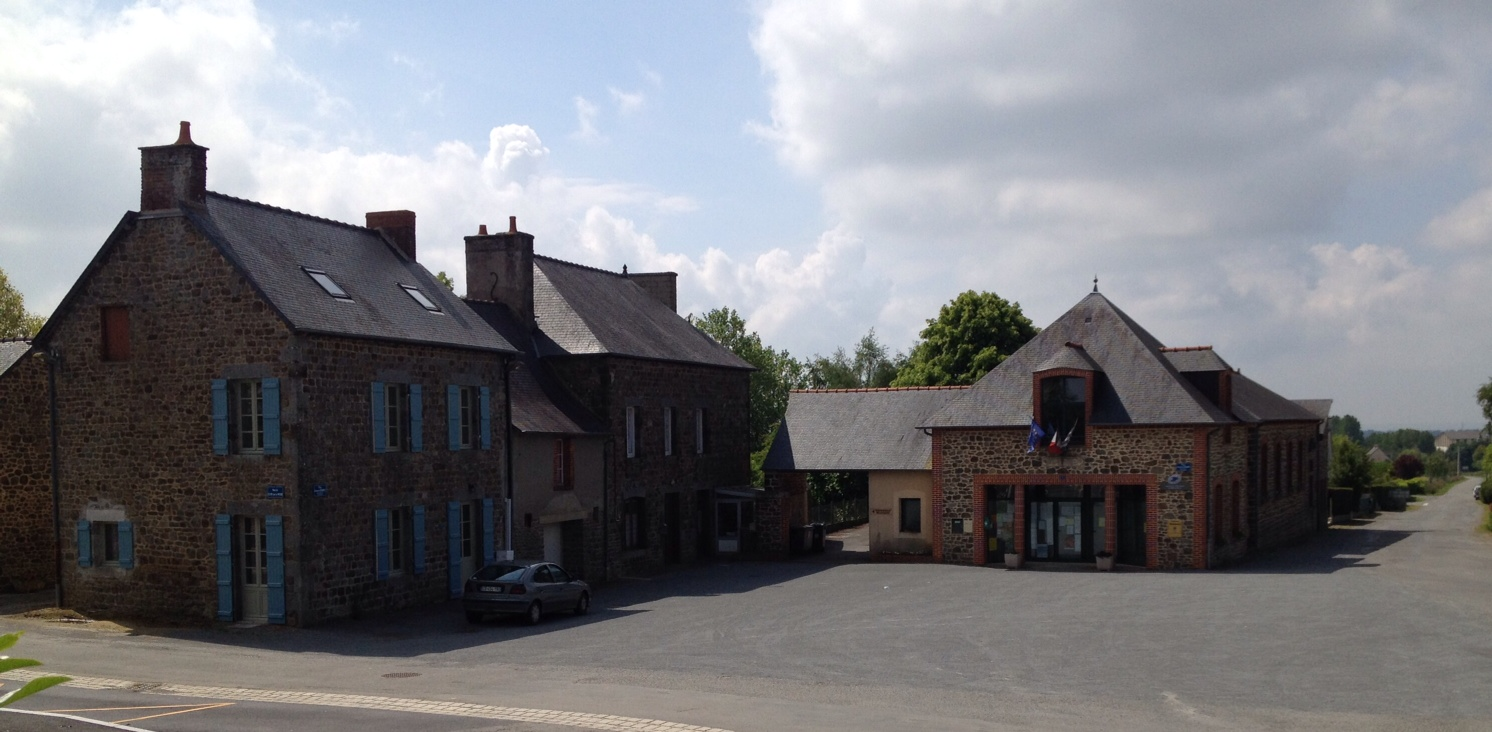
市政厅广场

米尼亚克-苏贝什雷勒（48°17'7"N, 1°55'56"W）位于法国西北部，布列塔尼大区东部和伊勒-维莱讷省西北部，距离省会雷恩大约30公里。
与米尼亚克-苏贝什雷勒接壤的市镇包括：拉博赛讷、贝什雷勒、卡尔德罗克、拉沙佩勒绍塞、伊罗杜埃、隆戈尔奈、罗米耶、圣佩恩。
米尼亚克-苏贝什雷勒境内地势平坦，海拔在79至183米之间。
按照柯本气候分类法，米尼亚克-苏贝什雷勒属于较为典型的温带海洋性气候，全年温差较小，降水分布均匀。

## 交通
伊勒-维莱讷省省道D68线和D220线在米尼亚克-苏贝什雷勒镇中心境内交汇，另有省道D27线经过境内东北部地区。雷恩公交82路经过米尼亚克-苏贝什雷勒境内并设有站点。

## 政治
现任米尼亚克-苏贝什雷勒市长为达尼埃尔·莫尼埃尔女士（Daniel Monnier），他是一名左翼无党派人士。

## 人口
| 年份   | 1936 | 1946 | 1954 | 1962 | 1968 | 1975 | 1982 | 1990 | 1999 | 2006 | 2007 | 2008 | 2013 | 2018 |
| ------ | ---- | ---- | ---- | ---- | ---- | ---- | ---- | ---- | ---- | ---- | ---- | ---- | ---- | ---- |
| 人口數 | 771  | 720  | 635  | 623  | 612  | 587  | 527  | 516  | 560  | 648  | 661  | 673  | 744  | 784  |